# Ossaea amygdaloides
Ossaea amygdaloides là một loài thực vật có hoa trong họ Mua. Loài này được Triana mô tả khoa học đầu tiên.